# Comins-Reagenz
Comins-Reagenz ist ein Triflyldonor Reagenz, welches erstmals 1992 durch Daniel Comins beschrieben wurde.

## Verwendung
Mit dem Comins-Reagenz werden Ketone, Enolate oder Dienolate zu Vinyltriflaten umgesetzt.
Die gebildeten Vinyltriflate sind nützliche Substrate in der Suzuki-Reaktion oder anderen Kreuzkupplungsreaktionen.

## Mechanismus
Zu Beginn wird durch Deprotonierung der Carbonylverbindung ein Enolat erzeugt. Der nucleophile Sauerstoff greift nun eines der Schwefelatome an, während der Rest der Comins-Reagenz als Abgangsgruppe fungiert. Dies ist möglich aufgrund der guten Resonanzstabilisierung der negativen Ladung.
Vinylalkohole können durch Deprotonierung ebenfalls in Vinyltriflate überführt werden.